# Hilda funesta
Hilda funesta är en insektsart som först beskrevs av Stsl 1854.  Hilda funesta ingår i släktet Hilda och familjen Tettigometridae. Inga underarter finns listade i Catalogue of Life.